# Canonges Regulars de Sant Agustí Confederats
L'Orde dels Canonges Regulars de Sant Agustí Confederats (en llatí: Sacer et Apostolicus Ordo Canonicorum Regularium Sancti Augustini, amb les sigles C.R.S.A.) són un orde religiós catòlic de canonges regulars, concretament, una federació de congregacions de canonges, constituïda per Joan XXIII en 1959 mitjançant la carta apostòlica Caritas unitas del 4 de maig.
Totes les congregacions que la formen segueixen la Regla de Sant Agustí. Es va formar en ocasió del novè centenari del concili del Laterà, on el papa Nicolau II havia promogut, en 1059 la formació de les comunitats canòniques augustinianes.
En 1959, en formaven part les congregacions de canonges regulars de (les dades de membres fan referència a estadístiques de 1985):
- Santíssim Salvador del Laterà, hereus de la comunitat del Laterà, fundada per Gelasi I al final del segle v; en 1985 tenia 350 religiosos en 50 cases;
- Congregació Austríaca del Laterà, branca austríaca unida a l'anterior l'any 1907 (200 religiosos)
- Sant Maurici d'Agaune, a Suïssa, amb 100 religiosos
- Sant Bernat d'Aosta, fundada el 1089 (80 religiosos a quatre cases).

Posteriorment, s'hi van unir les congregacions de: 
- Canonges Regulars de Sant Agustí de la Congregació de Windesheim, reconstituïda l'any 1961
- Canonges de la Immaculada Concepció, fundada en 1866
- Canonges de Maria Mare del Redemptor
- Canonges Regulars dels Germans de la Vida en Comú
- Canonges Regulars de la Congregació de Sant Víctor.

La confederació és dirigida per un abat primat elegit cada set anys per representants de totes les congregacions.